# جون دان
جون دان (بالإنجليزية: John Dunn)‏ (21 يونيو 1944 في المملكة المتحدة - ) هو لاعب كرة قدم بريطاني في مركز حراسة المرمى. لعب مع أستون فيلا وتشارلتون أثلتيك وتشيلسي ونادي توركي يونايتد وRedbridge F.C. ‏ وTooting & Mitcham United F.C. ‏.

## وصلات خارجية
- جون دان على موقع قاعدة بيانات كرة القدم.إي يو (الإنجليزية)